# 五日物語 -3つの王国と3人の女-
『五日物語 -3つの王国と3人の女-』（いつかものがたり -3つのおうこくと3人のおんな-、原題：イタリア語: Il racconto dei racconti、英語: Tale of Tales）は、2015年に公開されたイタリア・フランス・イギリス製作のダーク・ファンタジー映画。ルネサンス期のナポリの詩人ジャンバティスタ・バジーレの作品である『ペンタメローネ』を原作としており、監督はマッテオ・ガローネが務め、サルマ・ハエック、ヴァンサン・カッセル、トビー・ジョーンズ、ジョン・C・ライリーが出演している。
フランス・イギリス共同製作によるイタリア映画であり、ガローネにとっては初となる英語で製作された映画となった。第68回カンヌ国際映画祭ではパルム・ドールの候補に挙げられた。

## あらすじ

### ロングトレリス王の国葬
ロングトレリスの王妃は子供が産まれないことを嘆き、彼女を愛する王も悲観に暮れていた。ある日の夜、王宮に現れたネクロマンサーは「入り江の底に住むドラゴンの心臓を処女に調理させ、それを食べれば子供が産まれる」と告げ、王妃に懇願された王は入り江に向かい心臓を手に入れるが、ドラゴンの反撃を受け死んでしまう。しかし、王妃は王の死を意に介さず心臓を食べ、10日後に息子エリアスを出産する。
数日後に王の国葬が執り行われ、隣国ストロングクリフとハイヒルズの王が参列する。しかし、ストロングクリフの王は国葬の最中にもかかわらず美女を抱き、ハイヒルズの王女ヴァイオレットは父王に夢を語り、ロングトレリスの王妃もエリアスに夢中になっていた。

### ロングトレリスの女王

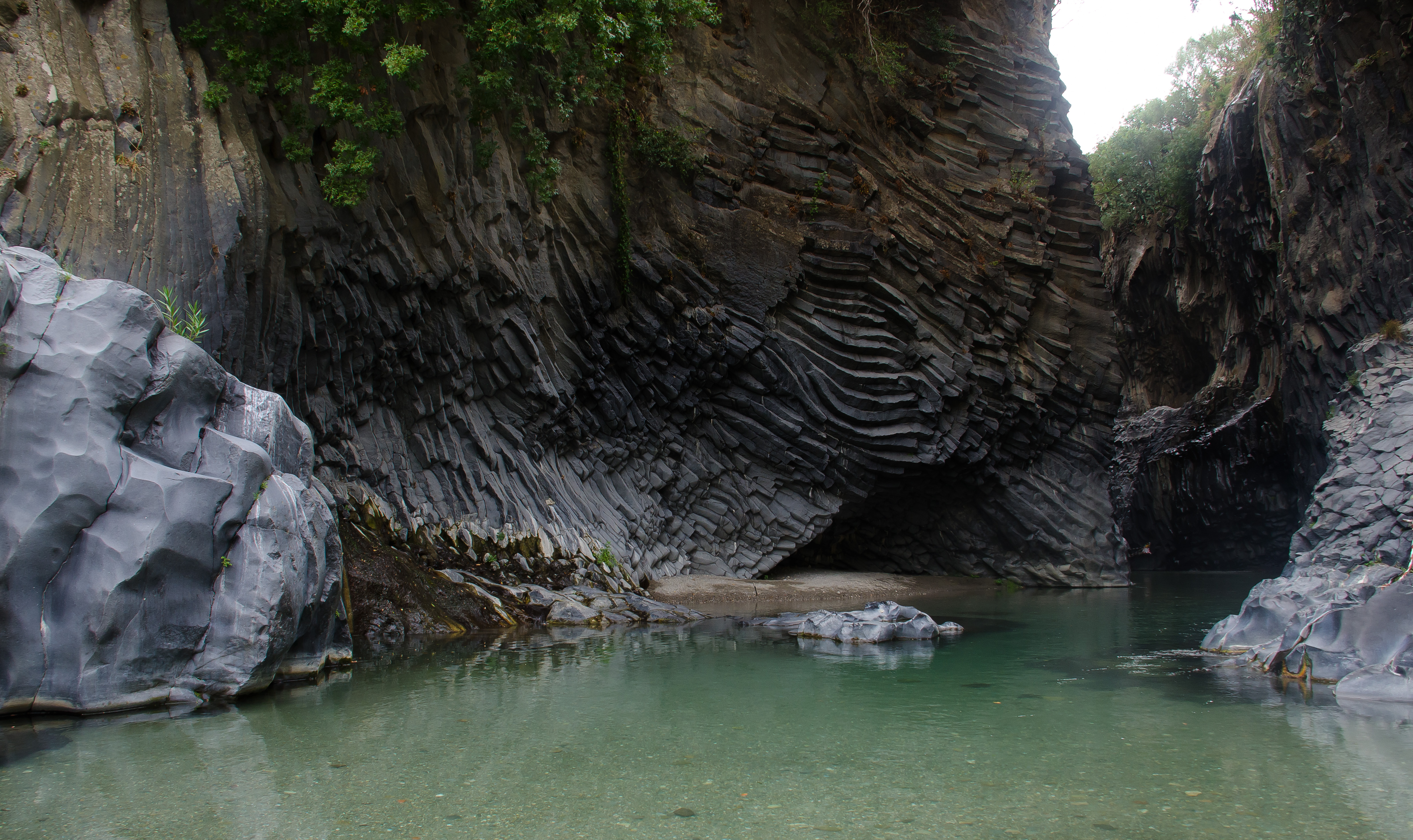
ドラゴンの住処（アルカンターラ川）

王の国葬から16年後、女王は成長したエリアスを溺愛していたが、エリアスは同じ日に生まれたジョナと親しくなっていた。ジョナはドラゴンの心臓を調理した処女が産んだ子供であり、エリアスと双子のように瓜二つの容姿をしていた。息子が自分の手から離れることを嫌った女王は、ジョナに二度と会わないように言い放つ。しかし、2人は聞き入れず、エリアスが王に即位した後は交互に入れ替わり王をやろうと話し合う。その中で、ジョナはエリアスに成り済まして女王に会ったことを話すが、その話を聞いた女王は激怒してジョナを殺そうとする。命拾いしたジョナは王宮を出ることを決意し、エリアスに別れを告げる。別れを惜しむエリアスに対し、ジョナは庭園の木の根元を切り、湧き出す水を指差して「この水が綺麗な状態である限り、自分は元気だ」と語り、王宮を後にする。
ジョナが王宮を去ってしばらく後、庭園のジョナの泉が血に染まっているのを発見したエリアスは、ジョナの身に危険が迫っていることを知り王宮を飛び出す。エリアスがいなくなったことを知った女王は錯乱するが、そこにネクロマンサーが再び現れる。女王はエリアスを探す力を求め、ネクロマンサーは願いを聞き入れる。一方、エリアスはジョナが暮らしていた町で彼の恋人や家族と出会い、彼が森に入ったまま戻っていないことを聞き出し、森に助けに向かう。崖下に落ちて怪我を負ったジョナを発見したエリアスは彼を助け出すが、そこに怪物が現れ2人は洞穴に逃げ込む。怪物は2人を追って洞穴に入ってくるが、エリアスによって刺殺される。2人が洞穴を抜け出した後、怪物は崩れ去り本来の姿を取り戻す。怪物の正体は、ネクロマンサーによって姿を変えられた女王だった。

### ストロングクリフの老婆

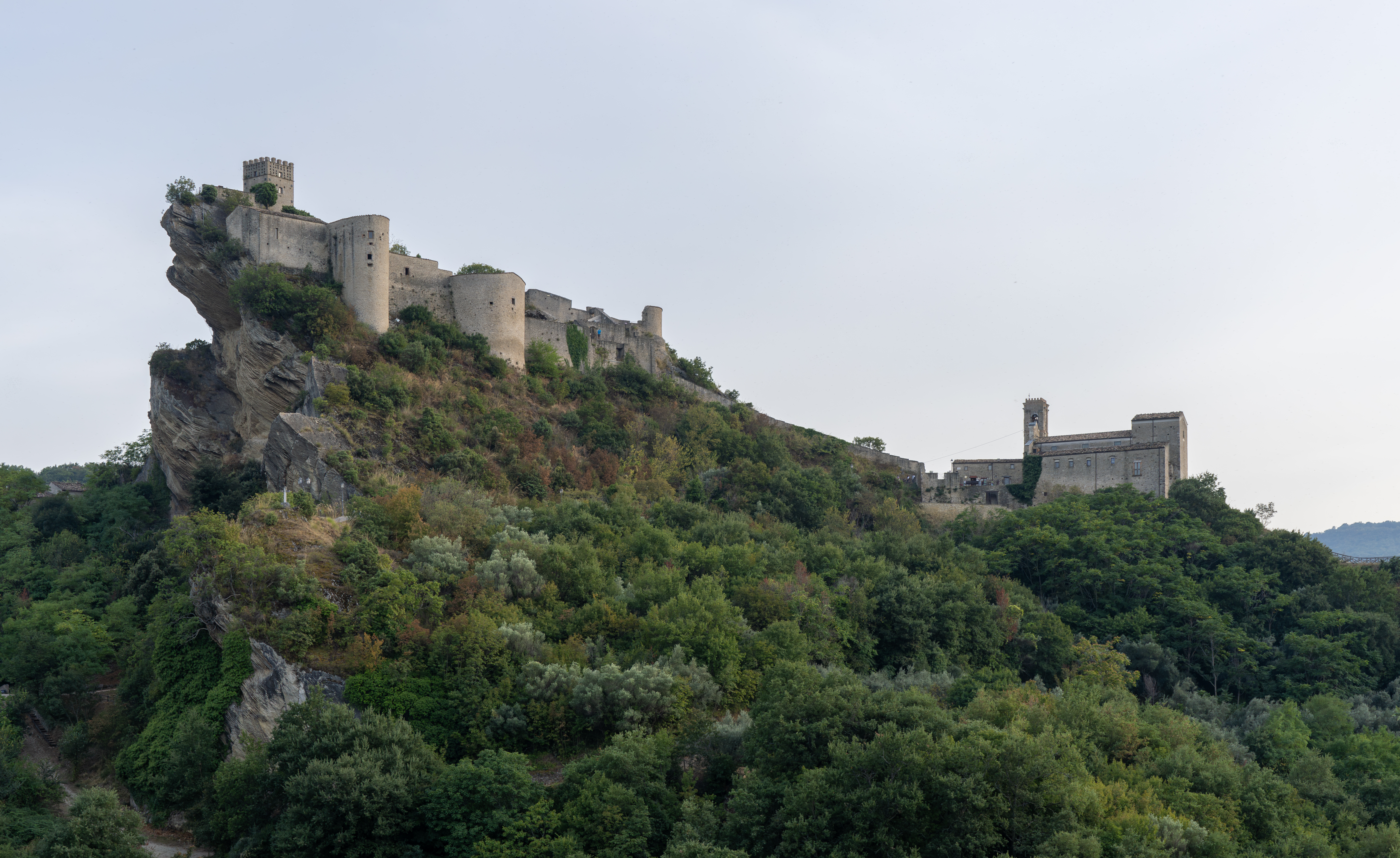
ストロングクリフの王宮（ロッカスカレーニャ城）

ストロングクリフの王は王妃を迎えず、大勢の美女を侍らせ放蕩の日々を過ごしていた。ある日の朝、女性の美しい歌声を耳にした王は声の主と会おうとするが、声の主は老婆姉妹の姉ドーラだった。ドーラを美女と思い込んだ王は扉越しに宝石を贈り、彼女を城に招こうとする。最初は断ろうとするドーラだったが、何度も訪れる王と贈り物に魅せられ、妹インマの制止を振り切り王宮に向かい、「一切明かりを点けない」という条件で一夜を共にする。しかし、朝になってドーラの正体を知った王は激怒し、衛兵に命じて彼女を崖下の森に放り出してしまう。森の木々にからまり命拾いしたドーラは通りかかった魔女に助けられ、魔女の魔法で絶世の美女に姿を変える。そこに、狩りのため森に入った王と出くわし、彼女の美貌に魅せられた王はドーラを王妃に迎える。
数日後、インマの元に「未来の王妃」からドレスと王の結婚式の招待状が届く。妹と再会したドーラは彼女の生活を一生保証すると約束するが、インマは結婚式が終わった後も王宮に留まろうとし、さらに若返りの秘密を聞き出そうとしてドーラと口論になる。ドーラも自分が若返った理由は分からなかったが、引き下がろうとしないインマにウンザリして「皮を剥いだ」と嘘を伝えてしまう。その言葉を真に受けたインマは、町の刃物職人に宝石を渡して全身の皮を剥いでもらう。しかし、インマは若返ることはなく、血塗れのまま王宮に向かって歩いていく。

### ハイヒルズの王女

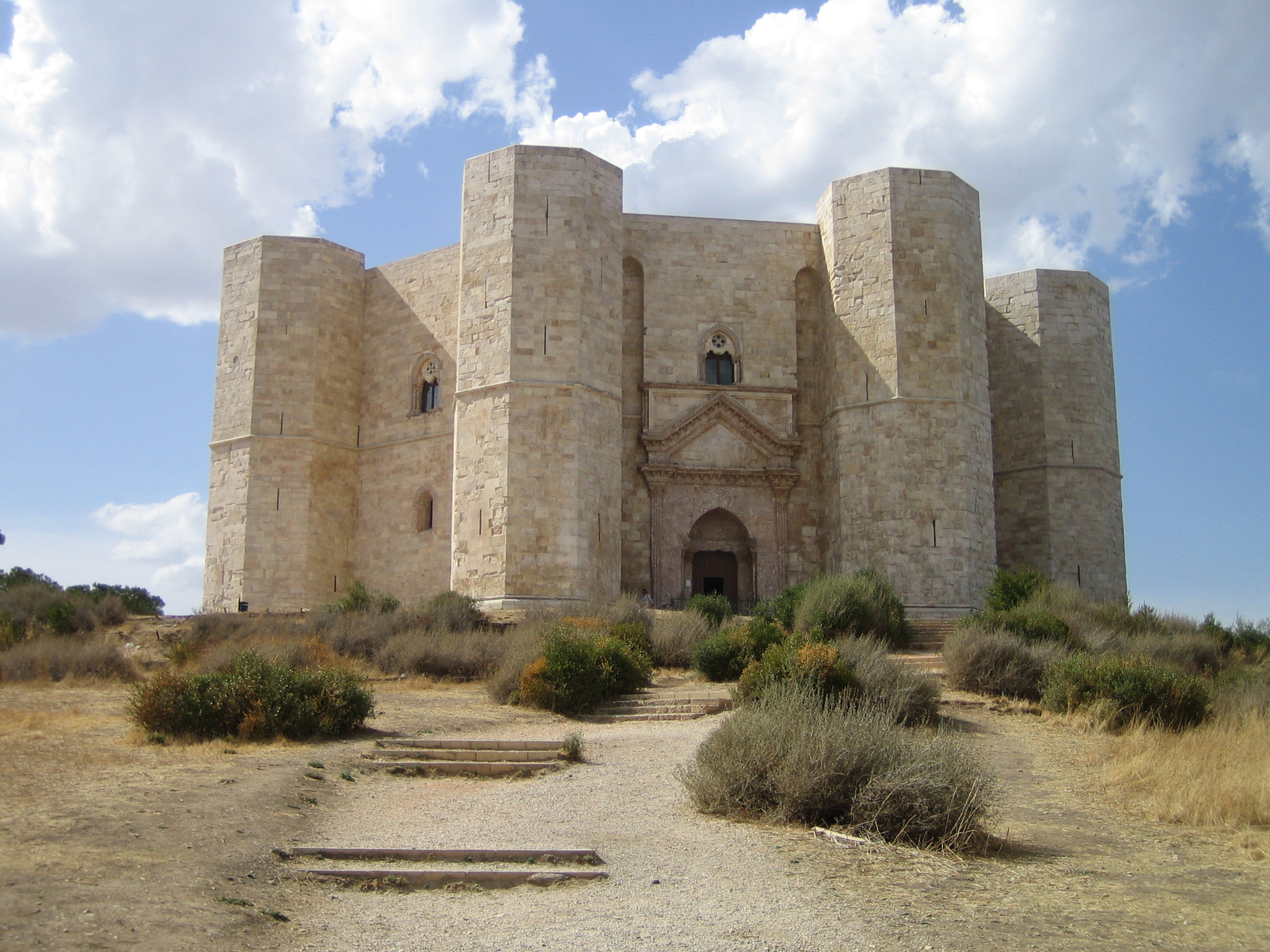
ハイヒルズの王宮（カステル・デル・モンテ）

ハイヒルズの王女ヴァイオレットは大人の世界に憧れ、父王に婚約者を探すように懇願するが、父王はペットのノミの世話に夢中になっていた。ノミはやがて人間並みの大きさに成長するが、肥満が原因で死んでしまう。ノミが死んだ後、父王はようやくヴァイオレットの婚約者を探し始めるが、鞣したノミの皮の正体を言い当てた者を婚約者に選ぼうとする。国中の若者が答えられない中、王宮に現れたオーガが正体を言い当ててしまう。ヴァイオレットはオーガと結婚する悲しみから自殺しようとするが父王に止められ、自分の結婚に関心を持たなかった父王を責めた後、オーガの元に嫁いでいく。
ヴァイオレットは山の崖にあるオーガの住処で暮らし始めるが、過酷な生活に耐えられず、崖の反対側を通りかかった旅芸人の女性に助けを求める。翌日、女性は夫や息子を連れてヴァイオレットを助け出し、崖にかけたロープを切り、追ってきたオーガは崖下に転落する。旅芸人一家はヴァイオレットを連れて渓谷を通り抜けようとするが、追いかけてきたオーガに皆殺しにされる。オーガはヴァイオレットも殺そうとするが、彼女がオーガを抱きしめたため住処に連れ帰ろうとし、その隙を突かれて刺殺される。

### ハイヒルズ女王の戴冠式
ヴァイオレットは王宮に戻り病床の父王と再会し、オーガの首を投げつけ「あなたが選んだ夫だ」と言い放つ。父王は自分の行いを詫び、ヴァイオレットに王位を譲り泣き崩れ、それを見たヴァイオレットも涙を見せる。数日後、ヴァイオレットの戴冠式が執り行われ、エリアスやストロングクリフ王夫妻が参列する中、彼女は父王に導かれて玉座に座る。王宮の屋上では芸人たちが火を持ちながら綱渡りを行っており、参列者たちは上空を見上げるが、その時ドーラの魔法が解けて老化が始まる。それに気付いたドーラは周囲に気付かれないように王宮を抜け出し、姿を消した。

## キャスト
※括弧内は日本語吹替
- ロングトレリスの女王 - サルマ・ハエック（安藤麻吹）
- ストロングクリフの王 - ヴァンサン・カッセル（山路和弘）
- ロングトレリスの王 - ジョン・C・ライリー（石住昭彦）
- ハイヒルズの王 - トビー・ジョーンズ（飛田展男）
- サーカスの芸人 - マッシモ・チェッケリーニ（イタリア語版）、アルバ・ロルヴァケル
- インマ - シャーリー・ヘンダーソン（小林由美子）
- ドーラ - ハイリー・カーマイケル（英語版）
- 若いドーラ - ステイシー・マーティン
- ヴァイオレット王女 - ベベ・ケイヴ（英語版）
- エリアス王子 - クリスチャン・リース
- ジョナ - ジョナ・リース
- ネクロマンサー - フランコ・ピストーニ
- オーガ - ギョーム・ドローネイ
- 魔女 - キャサリン・ハンター（英語版）
- フェニキア - ジェシー・ケイヴ（英語版）
- ジョナの母 - ローラ・ピッツィラーニ

## 製作

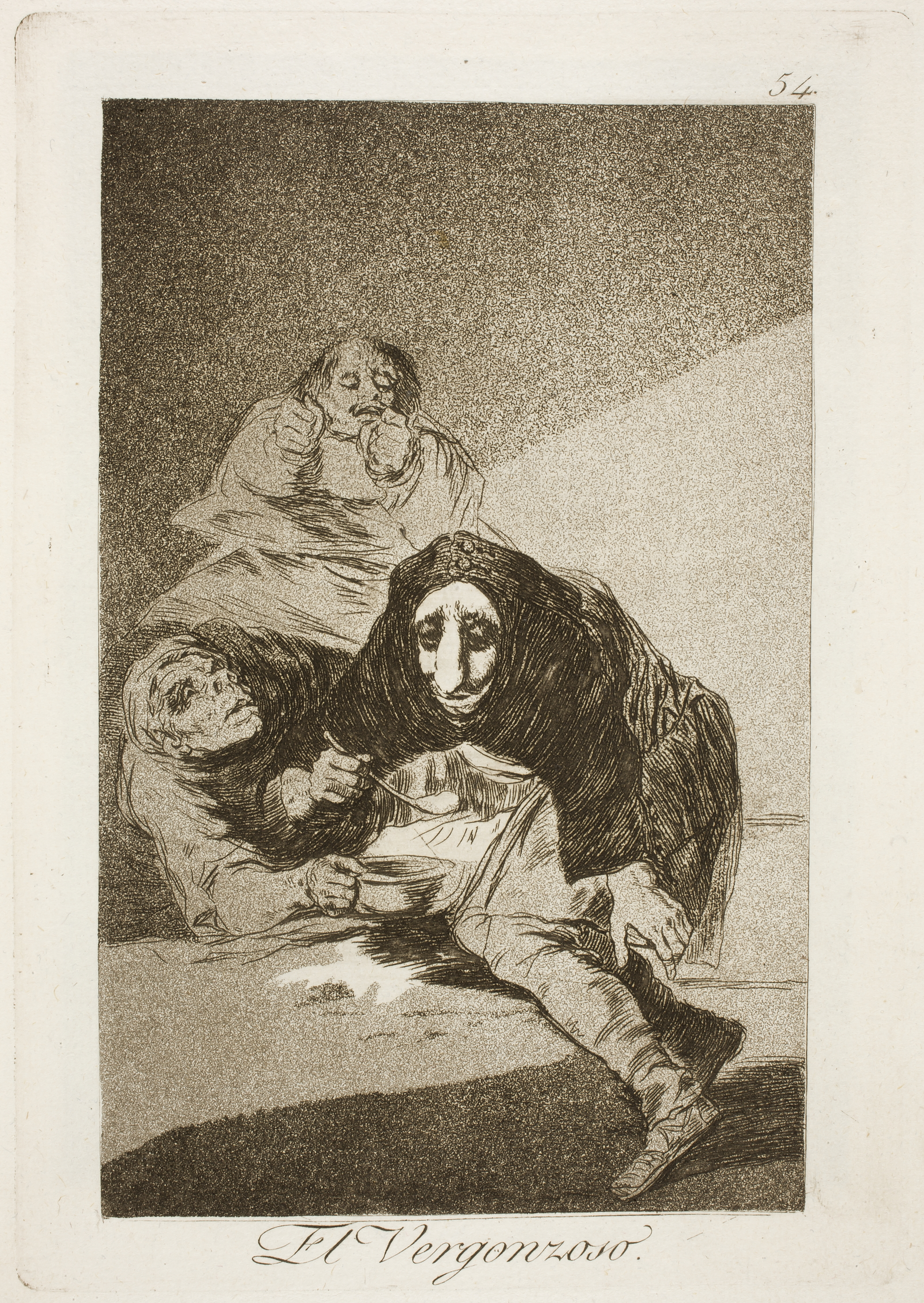
「Los caprichos」

マッテオ・ガローネによると、ジャンバティスタ・バジーレの現実と非現実が混ざり合った『ペンタメローネ』の物語群には、現在でも十分通用する要素があることに魅かれたという。彼の映画は『ゴモラ』のような写実主義的内容で知られているが、それ以前の全ての作品ではおとぎ話の側面があったと主張している。映画のインスピレーションの源泉となったのは、フランシスコ・デ・ゴヤの「Los caprichos」だった。ガローネは3つのストーリーにはそれぞれ異なるテーマが存在するが、その全てが執念に繋がっている。脚本は原作の複数の物語を書いていたが、最終的に女性の人生における3つの段階（若さ、母性、老い）をテーマに選んでいる。
製作費は1,450万ドル用意された。ガローネの製作会社Archimede Film、フランスの製作会社Le Pactとイギリスのレコード・ピクチャー・カンパニーの共同製作で進められ、イタリア放送協会、MiBACT、ユーリマージュから追加の資金提供を受けた。
2014年5月15日から主要撮影が開始され、4か月間かけて撮影された。撮影はナポリ（王宮、カポディモンテ宮殿と庭園）、プーリア州（カステル・デル・モンテ、ジョーイア・デル・コッレ、ラテルツァ、モットラ、スタッテ）、シチリア（ドンナフガータ城の迷路と庭園、アルカンターラ川）、アブルッツォ州（ロッカスカレーニャ城）、トスカーナ州（ムーア城、ソラーナ、ソヴァーナ）、ラツィオ州（ヴィテルボ）などのイタリア各地で行われた。

## 評価
Rotten Tomatoesには94件のレビューが寄せられ支持率82%、平均評価7/10となっており、Metacriticでは24件のレビューが寄せられ72/100の評価となっている。